# Boriwka (Mohyliw-Podilskyj)
Boriwka (ukrainisch Борівка; russisch Боровка Borowka) ist ein Dorf in der ukrainischen Oblast Winnyzja mit etwa 3600 Einwohnern (2001).
Das erstmals im 16. Jahrhundert schriftlich erwähnte Dorf liegt am Ufer der Buschanka (Бушанка), einem 41 km langen, linken Nebenfluss der Murafa 15 km östlich vom ehemaligen Rajonzentrum Tscherniwzi und 115 km südlich vom Oblastzentrum Winnyzja.
Durch das Dorf verläuft die Territorialstraße T–02–20.
Am 12. Juni 2020 wurde das Dorf ein Teil der neugegründeten Siedlungsgemeinde Tscherniwzi, bis dahin bildete es zusammen mit den Ansiedlungen Stepok (Степок) und Traktowe (Трактове) die gleichnamige Landratsgemeinde Boriwka (Борівська сільська рада/Boriwska silska rada) im Osten des Rajons Jampil.
Am 17. Juli 2020 kam es im Zuge einer großen Rajonsreform zum Anschluss des Rajonsgebietes an den Rajon Mohyliw-Podilskyj.